# Aleksandr Sàvitx Brodski
|  | Per a altres significats, vegeu «Aleksandr Brodski». |

Aleksandr Sàvitx Brodski (en rus, Алекса́ндр Са́ввич Бро́дский - nascut a Moscou el 1955) és un arquitecte rus. Llicenciat per l'Institut d'Arquitectura de Moscou, va ser un dels líders del moviment «arquitectura en paper» durant els anys vuitanta. Des del 1993 ha participat en projectes arquitectònics i gràfics, escultures i instal·lacions. L'any 2000 va fundar el seu propi estudi d'arquitectura. Ha guanyat concursos internacionals i participa en nombroses exposicions. La seva obra està present en diversos museus i col·leccions.
Guanyador del Premi Kandinski del 2010 en la categoria «Projecte de l'any». Viu i treballa a Moscou.